# Sapajou robuste
Cebus robustus, Cebus nigritus robustus
Sous-espèce
Statut de conservation UICN

 EN A2c : En danger
 Cebus robustus 
Le Sapajou robuste est un singe du Nouveau Monde de la famille des Cebidae. En fonction des auteurs, il est considéré comme une espèce à part entière (Cebus robustus) ou comme une sous-espèce du Sapajou noir (Cebus nigritus robustus).

## Autres noms
Capucin robuste. Crested capuchin.

## Taxonomie
Naguère assimilé à C. (S.) nigritus.

## Distribution
Façade est de l’Amérique du Sud. Sud-est du Brésil (États du Bahia, Espírito Santo et Minas Gerais), entre 16°S et XXe siècle Au nord jusqu’au sud du Rio Jequitinhonha (pointe sud de l’État de Bahia), à l’ouest jusque vers la Serra do Espinhaço dans l’est du Minas Gerais et au sud jusqu’au Rio Dôce.

## Habitat
Forêt tropicale de la Mata Atlântica. Espèce essentiellement côtière, plus rare dans l’intérieur des terres. Rare dans le cerrado et encore plus rare dans les mangroves.

## Description
Crête sagittale du mâle adulte bien développée. Pelage long et soyeux. Épaules, dos, croupe, flancs, ventre, thorax et gorge marron roussâtre. Trace de raie dorsale Surface latérale des bras marron roussâtre allant en s’obscurcissant vers les poignets. Surface médiale des bras et des jambes marron roussâtre. Surface latérale des jambes marron roussâtre. Queue marron roussâtre dessus et dessous, avec un pinceau marron noirâtre peu contrastant. Nuque marron jaunâtre. Couronne marron noirâtre, avec des touffes convergentes donnant l’impression d’une unique touffe médiane bien développée. Tête divisée par un large diadème sombre laissant seulement la place pour une petite zone claire de chaque côté. Favoris et tract préauriculaire noirs. Barbe longue.
Variations individuelles relativement peu importantes, concernant les touffes, le dessin facial et celui de la couronne. Le ventre peut être roussâtre. Les flancs peuvent être marron grisâtre antérieurement et marron roussâtre postérieurement. La couronne peut être presque noire.
Dos brun sombre ou noirâtre avec une trace de raie dorsale. Dessous brun jaune ou roux bordeaux profond. Membres brun sombre sauf pieds et mains noirs. Face le plus souvent sombre et entourée de poils clairs. Couronne noire soulignée de blanc sur le front et les tempes. Touffes hautes et coniques sur la couronne.

## Locomotion
Quadrupède. Queue préhensile. 

## Comportements basiques
Diurne. Arboricole.

## Alimentation
Généraliste opportuniste. Quasi-omnivore à tendance frugivore. Aux alentours de la forêt de Doralice (Bahia), on l’a observé consommant du manioc dans les champs cultivés en période de moindre fructification.

## Menaces
Déforestation massive de la Mata Atlântica et chasse.

## Conservation
PN de Monte Pascoal, Station expérimentale de Gregório Bondar et Station expérimentale de Pau-Brasil (État du Bahia), Fazenda São Joaquim, R. d’Acesita, R. de Córrego do Veado, R. de Sooretama et R. de Linhares (État de l’Espírito Santo), Fazenda Irmãos Atachi et Fazenda Paiol (État du Minas gerais), au Brésil.

## Statut
Vulnérable.